# 藤原広太朗
藤原 広太朗（ふじわら こうたろう 、1990年4月17日 - ）は、東京都板橋区出身の元サッカー選手、サッカー指導者。現役時代のポジションはディフェンダー（DF）及びミッドフィールダー（MF）。

## 来歴

### プロ入り前
小学2年生時にサッカーを始める。長島裕明に見込まれ、2003年よりFC東京の下部組織に入ると、ボランチ、サイドバック、センターバックなど複数のポジションを担当。センターバックでは同期の畑尾大翔とコンビを組み堅実なプレーで守備のバランスをとった。倉又寿雄監督からは「影のキャプテン」と評され、チームを牽引。他の同期は三田啓貴、岩渕良太、山崎侑輝、山村佑樹、井上亮太、平野又三、六平光成など。
2009年に立命館大学に進学し、同大学のサッカー部に加入。1年生時から主力としてプレーし新人賞を受賞、4年生時には藤田浩平から主将を引き継ぎ、センターバックとして読みの良さと、両足での正確なパスで活躍。4年間のリーグ戦で欠場は2試合のみとなり、最多出場選手として表彰された。

### 徳島ヴォルティス
2013年、長島がヘッドコーチを務めるJリーグ・徳島ヴォルティスに加入。左ウイングバックや 右サイドバックとして 新人としてはチーム史上初のリーグ戦全試合に出場し、チーム最多にして最長出場を記録。同年12月のJ1昇格プレーオフ決勝戦では窮地を救う守備でクラブ初のJ1昇格に大きく貢献した。この試合をもってシーズンオフに入ったため、脱臼していた左肩を手術。この影響で2014年は出遅れた。復帰後は3バックのストッパーに配された。2015年は守備職人として左右両SBをこなした。2016年は急なアンカー起用にも適応しユーティリティーを発揮。3バック変更後はストッパーに定着し、強靭なフィジカルで相手FWと渡り合った。J2第42節清水戦では無回転シュートを突き刺し、Jリーグ初得点を記録した。

### 栃木SC
2019年、栃木SCへ完全移籍。

### 鹿児島ユナイテッドFC
2020年、鹿児島ユナイテッドFCへ期限付き移籍。

### ギラヴァンツ北九州
2022年、ギラヴァンツ北九州へ完全移籍。同年11月に今シーズン限りで現役を引退すると発表した。

## 所属クラブ
- 1998年 - 2002年 高島平SC
- 2003年 - 2005年 FC東京U-15 / FC東京U-15深川[注 1]
- 2006年 - 2008年 FC東京U-18 (東京都立高島高等学校[24])
- 2009年 - 2012年 立命館大学[25]
- 2013年 - 2018年  徳島ヴォルティス
- 2019年 - 2021年  栃木SC
  - 2020年 - 2021年  鹿児島ユナイテッドFC（期限付き移籍）
- 2022年   ギラヴァンツ北九州

## 個人成績
| 国内大会個人成績 | 国内大会個人成績 | 国内大会個人成績 | 国内大会個人成績 | 国内大会個人成績 | 国内大会個人成績 | 国内大会個人成績 | 国内大会個人成績 | 国内大会個人成績 | 国内大会個人成績 | 国内大会個人成績 | 国内大会個人成績 |
| 年度             | クラブ           | 背番号           | リーグ           | リーグ戦         | リーグ戦         | リーグ杯         | リーグ杯         | オープン杯       | オープン杯       | 期間通算         | 期間通算         |
| 年度             | クラブ           | 背番号           | リーグ           | 出場             | 得点             | 出場             | 得点             | 出場             | 得点             | 出場             | 得点             |
| 日本             | 日本             | 日本             | 日本             | リーグ戦         | リーグ戦         | リーグ杯         | リーグ杯         | 天皇杯           | 天皇杯           | 期間通算         | 期間通算         |
| ---------------- | ---------------- | ---------------- | ---------------- | ---------------- | ---------------- | ---------------- | ---------------- | ---------------- | ---------------- | ---------------- | ---------------- |
| 2013             | 徳島             | 23               | J2               | 42               | 0                | -                | -                | 1                | 0                | 43               | 0                |
| 2014             | 徳島             | 4                | J1               | 26               | 0                | 4                | 0                | 1                | 0                | 31               | 0                |
| 2015             | 徳島             | 4                | J2               | 34               | 0                | -                | -                | 4                | 1                | 38               | 1                |
| 2016             | 徳島             | 4                | J2               | 25               | 1                | -                | -                | 1                | 0                | 26               | 1                |
| 2017             | 徳島             | 4                | J2               | 36               | 0                | -                | -                | 1                | 0                | 37               | 0                |
| 2018             | 徳島             | 4                | J2               | 26               | 0                | -                | -                | 2                | 0                | 28               | 0                |
| 2019             | 栃木             | 4                | J2               | 27               | 1                | -                | -                | 0                | 0                | 27               | 1                |
| 2020             | 鹿児島           | 4                | J3               | 18               | 0                | -                | -                | -                | -                | 18               | 0                |
| 2021             | 鹿児島           | 4                | J3               | 13               | 0                | -                | -                | 1                | 0                | 14               | 0                |
| 2022             | 北九州           | 23               | J3               | 22               | 0                | -                | -                | 1                | 0                | 23               | 0                |
| 通算             | 日本             | 日本             | J1               | 26               | 0                | 4                | 0                | 1                | 0                | 31               | 0                |
| 通算             | 日本             | 日本             | J2               | 190              | 2                | -                | -                | 9                | 1                | 199              | 3                |
| 通算             | 日本             | 日本             | J3               | 53               | 0                | -                | -                | 2                | 0                | 55               | 0                |
| 総通算           | 総通算           | 総通算           | 総通算           | 269              | 2                | 4                | 0                | 12               | 1                | 285              | 3                |

その他公式戦
- 2013年
  - J1昇格プレーオフ 2試合0得点

- 2013年03月03日：Jリーグ初出場 - J2第1節 vsヴィッセル神戸 (鳴門大塚)
- 2015年08月29日：公式戦初得点 - 天皇杯2回戦 vsファジアーノ岡山ネクスト (鳴門大塚)
- 2016年11月20日：Jリーグ初得点 - J2第42節 vs清水エスパルス (鳴門大塚)

## タイトル
FC東京U-15 / FC東京U-15深川
- 日本クラブユースサッカー選手権 (U-15)大会 (2003年)

FC東京U-18
- イギョラ杯 国際親善ユースサッカー大会 (2006年)
- サニックス杯国際ユースサッカー大会 (2007年)
- Jリーグユース選手権大会 (2007年)
- 関東プリンスリーグ (2008年)
- 日本クラブユースサッカー選手権 (U-18)大会 (2008年)

立命館大学
- 関西学生サッカーリーグ 新人賞 (2009年)
- 関西学生サッカーリーグ 4年間最多リーグ出場賞 (2012年)

## 選抜歴
- 2010年 関西大学選抜
- 2011年 関西大学選抜

## 指導歴
- 2025年 - 京都産業大学体育会サッカー部 コーチ[26]